# 허관문
허관문(許冠文, 1942년 9월 3일 ~)은 중국 출신의 영화배우다.

## 가족
- 4남 중 둘째남성
- 아내 1944
- 맏남성 1977
- 둘째남성 1980
- 막내여성 1983

## 출연 작품
- BB 프로젝트
- 백변애인
- 일로순풍
- 풍재기시

## 같이 보기
- 홍콩 영화